# La bionda (film)
La bionda è un film del 1993 diretto da Sergio Rubini.

## Trama
Milano 1992: Tommaso, un ragazzo zoppo, un giorno investe casualmente con l'auto Christine, una bellissima ragazza bionda. La ragazza ha perso temporaneamente la memoria ed inizia una storia d'amore con Tommaso ma, col passare del tempo, viene a galla la sua vita passata.